# Lachnotalea
Lachnotalea es un género de bacterias grampositivas de la familia Lachnospiraceae. Actualmente (2023) sólo contiene una especie: Lachnotalea glycerini. Fue descrita en el año 2016. Su etimología hace referencia a bacilo de la familia Lachnospiraceae. El nombre de la especie hace referencia al uso de glicerol. Se tiñe como gramnegativa, pero tiene pared grampositiva. Es anaerobia estricta e inmóvil. Aun así, existe otra cepa aislada en la que sí que se ha descrito movilidad y formación de esporas. Catalasa y oxidasa negativas. Tiene un tamaño de 0,2-0,5 μm de ancho por 1-3 μm de largo, y crece en pares o en cadenas cortas. Temperatura de crecimiento entre 12-37 °C, óptima de 30 °C. Se ha aislado de un biofilm tras el filtrado de agua subterránea. 